# 永田恭介
永田 恭介（ながた きょうすけ、1953年〈昭和28年〉10月14日 - ）は、日本の科学者。専門は分子生物学、ウイルス学、分子ウイルス学。筑波大学医学医療系教授、筑波大学学長（第9代）。

## 来歴
愛知県一宮市出身。埼玉県立浦和高等学校を経て、1976年に東京大学薬学部を卒業し、1981年に同大学院薬学系研究科博士課程を修了。薬学博士（東京大学、1981年）。
専門は分子生物学、ウイルス学、構造生物化学で、研究テーマは、ウイルスと真核細胞のゲノム／クロマチンの複製と転写の分子機構、ウイルスの増殖と病原性発現の分子機構、細胞周期制御と細胞がん化の分子機構。2009年には横浜市立大学との共同研究でインフルエンザウイルスの増殖に必要な酵素（RNAポリメラーゼ）の構造を解明し、欧州分子生物学機構機関誌に発表した。
2013年4月より、筑波大学学長（第9代）を務める。その後、2014年9月、2018年9月、2020年10月に行われた学長選考会議によりいずれも再任された。また、2023年10月には学長再任審査によって再任が決定し、任期は2027年3月までとなっている。
2015年3月より中央教育審議会大学分科会の会長を務めるほか、2017年3月からは中央教育審議会の副会長も務める。
2019年6月、一般社団法人国立大学協会会長に就任。

所属学会は日本ウイルス学会、日本癌学会、日本生化学会、日本分子生物学会、日本薬学会。

## 年譜

### 学歴
- 1976年3月 東京大学薬学部薬学科 卒業[1]
- 1978年3月 東京大学大学院薬学系研究科薬学専攻修士課程 修了[6]
- 1981年3月 東京大学大学院薬学系研究科博士課程 修了[1]、薬学博士[4]

### 職歴
- 1981年9月-1984年6月 アルベルト・アインシュタイン医学校発生生物･癌研究部門 博士研究員
- 1984年7月-1985年2月 スローンケタリング記念癌研究所（Memorial Sloan Kettering Cancer Center）分子生物･ウイルス研究系 研究員
- 1985年2月-1991年3月 国立遺伝学研究所分子遺伝研究系 助手[1]
- 1991年4月-1999年3月 東京工業大学生命理工学部 助教授[1]
- 1999年4月-2001年1月 東京工業大学大学院生命理工学研究科 助教授[1]
- 2001年2月-2001年3月 東京工業大学 大学院生命理工学研究科 教授
- 2001年2月-2004年3月 筑波大学基礎医学系 教授[1]
- 2004年4月-2006年3月 筑波大学大学院人間総合科学研究科社会環境医学専攻・基礎医学系 教授[1]
- 2006年4月-2011年9月 筑波大学大学院人間総合科学研究科生命システム医学専攻 教授
- 2010年 筑波大学 学長特別補佐
- 2011年10月- 筑波大学医学医療系 教授[1]
- 2012年 筑波大学 学長特別補佐[1]
- 2013年4月-2027年3月（予定） 筑波大学 学長（第9代）

以上、脚注のない記述の出典は本人researchmap。